# Stargate (film)
 For alternative betydninger, se Stargate. (Se også artikler, som begynder med Stargate)
Stargate er en amerikansk science fictionfilm fra 1994 instrueret og skrevet af Roland Emmerich. Filmen inspirerede Stargate SG-1 tv-serien, der igen lagde grunden til flere andre film og serier, samt bøger og computerspil.

## Medvirkende
- Kurt Russell
- James Spader
- Jaye Davidson
- Erick Avari
- Alexis Cruz
- Richard Kind
- Mili Avital
- John Diehl
- Viveca Lindfors

## Ekstern henvisning
- Stargate på Internet Movie Database (engelsk)
- Stargate på Filmdatabasen
- Stargate på Scope
- Stargate i Svensk Filmdatabas (svensk)
- Stargate i Svensk mediedatabas (svensk)
- Stargate på AlloCiné (fransk)
- Stargate på MovieMeter (nederlandsk)
- Stargate på AllMovie (engelsk)
- Stargate hos American Film Institute (engelsk)
- Stargate hos Behind The Voice Actors (engelsk)